# Château de Launay (Orbec)
Pour les articles homonymes, voir Château de Launay.
Le château de Launay est situé à Orbec dans le département du Calvados et la région Normandie.

## Localisation
Le château de Launay est situé en France, dans la commune d'Orbec, lieu-dit le château de Launay.

## Historique
Le château, construit au milieu du XIXe siècle, intègre des éléments préexistants et se présente sous la forme à la mode alors dans l'architecture de loisirs du chalet. L'architecte en est Louis Jean Celinski de Zaremba, qui a œuvré à Trouville-sur-Mer.
L'édifice est inscrit au titre des monuments historiques le 19 septembre 2005.

## Architecture
L'architecture de l'édifice est particulière qualifiée de « style datcha », « prototype d'une villa balnéaire en pleine campagne ».